# 中華基督教會基元中學

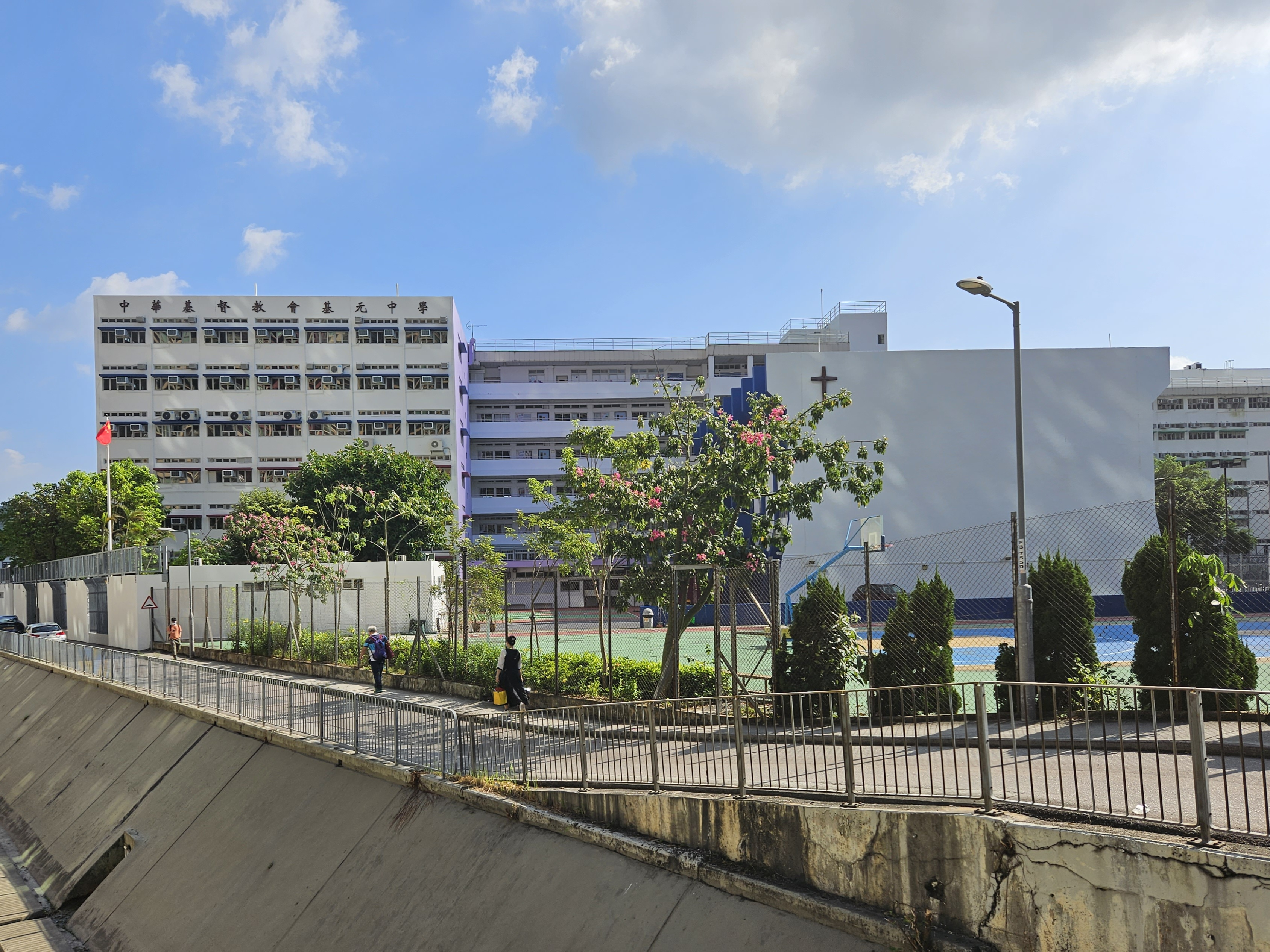
中華基督教會基元中學校舍

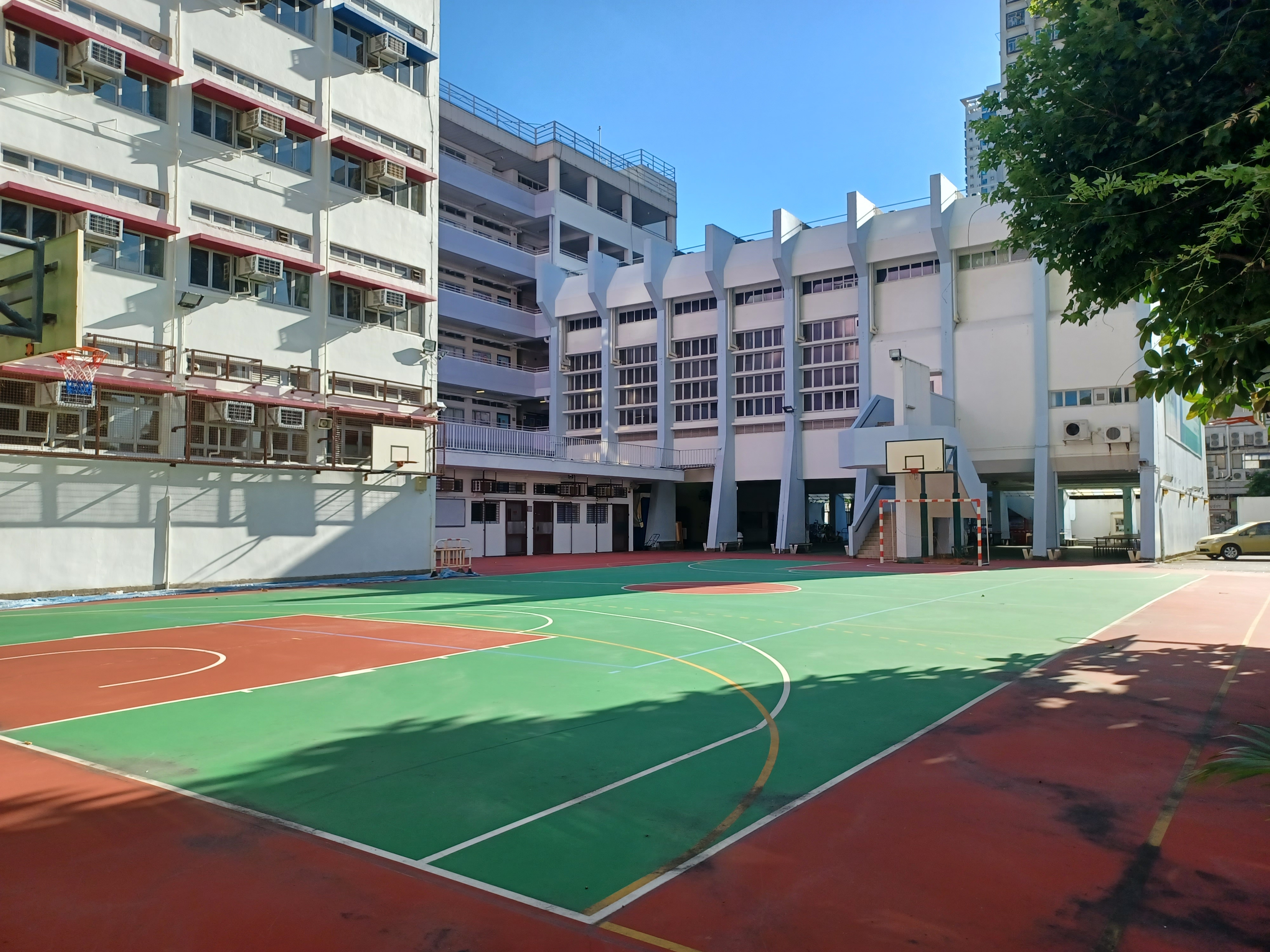
中華基督教會基元中學校舍內貌

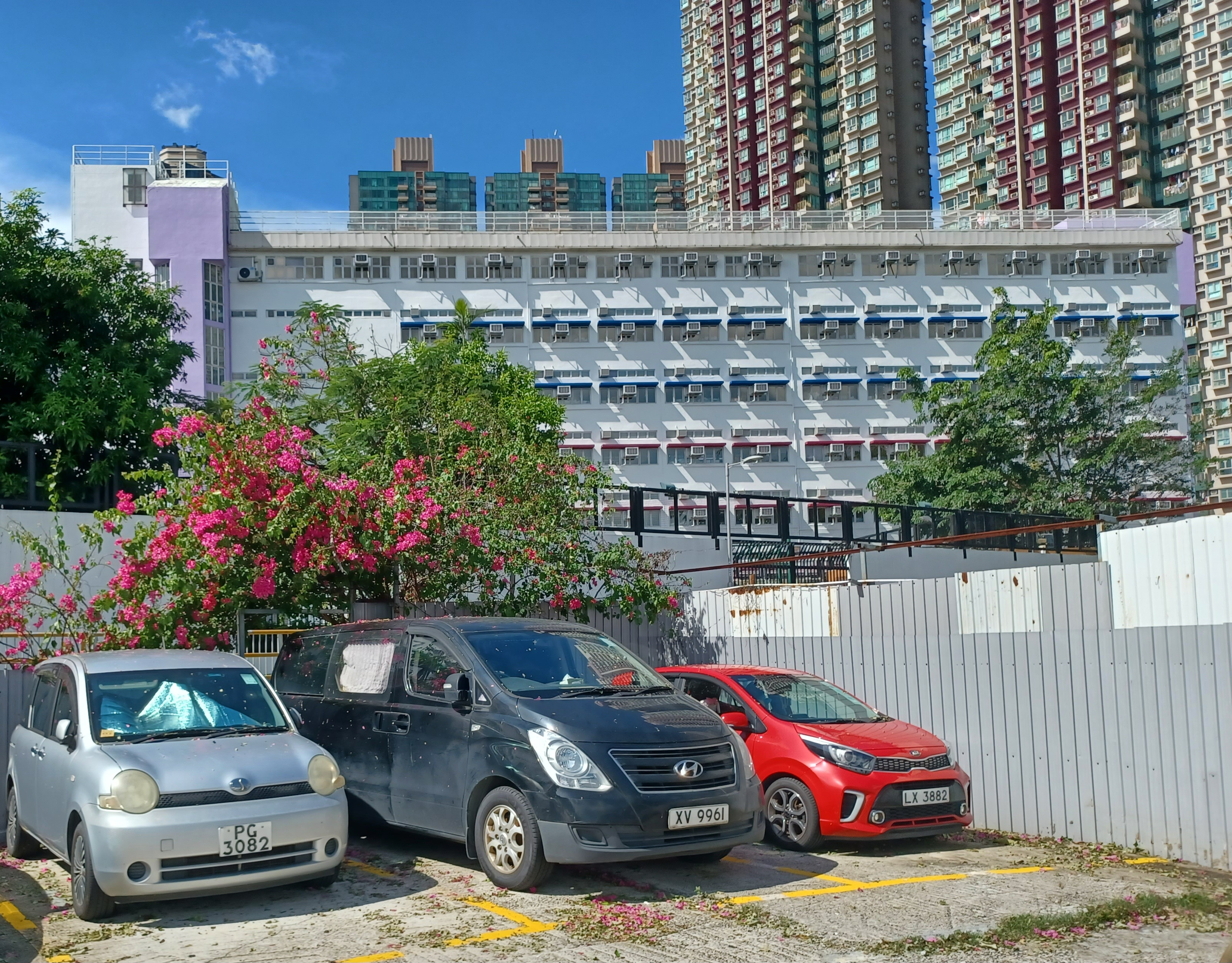
中華基督教會基元中學校舍背面

中華基督教會基元中學（英語：CCC Kei Yuen College）是中華基督教會香港區會於香港元朗區成立的一所津貼男女英文中學。坐落於元朗鳳攸東街的一座連環型校舍，創校於1982年，建立目的是見證基督在元朗，並與附近的基朗中學為姊妹校，鄰校為聖公會白約翰會督中學。

## 校政管理
歷任校監
- 1982年至1984年：汪彼得 牧師
- 1984年至1985年：李熾昌 牧師
- 1985年至1988年：郭乃弘 牧師
- 1988年至1993年：翁珏光 牧師
- 1993年至1999年：吳榮恩 牧師
- 1999年至2003年：余英嶽 牧師
- 2003年至2005年：陸輝 牧師
- 2005年至2007年：蘇成溢 牧師
- 2007年至2011年：許俊炎 先生
- 2011年至2017年：杜仁廉 先生
- 2017年至2023年：高一村 先生
- 2023年至今：黃成榮 先生

歷任校長
- 1982年至1991年：周耀榮 先生
- 1991年至1996年：黃詠絮 女士
- 1996年至2019年：陳俊傑 先生
- 2019年至今：鄭禮林 先生

## 著名/傑出校友
- 張承德：仁安醫院小兒外科專科醫生[2]
- 萬綺雯： 1989年亞洲小姐亞軍、前亞洲電視藝人，前無綫電視藝人
- 黃煒鈴： 2012-2019年元朗區議會頌華選區區議員
- 黃卓健：社會企業家、2012-2019年元朗區議會頌栢選區區議員[2]
- 曾自鳴： 2020-2021年油尖旺區議會大角咀南選區區議員、民主黨中央委員會委員